# Alfred Marshall

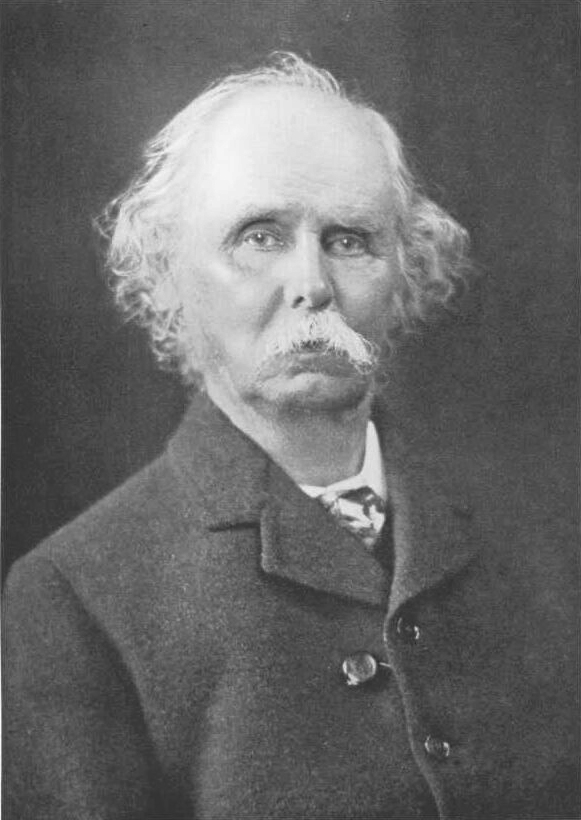
Marshall (1921)

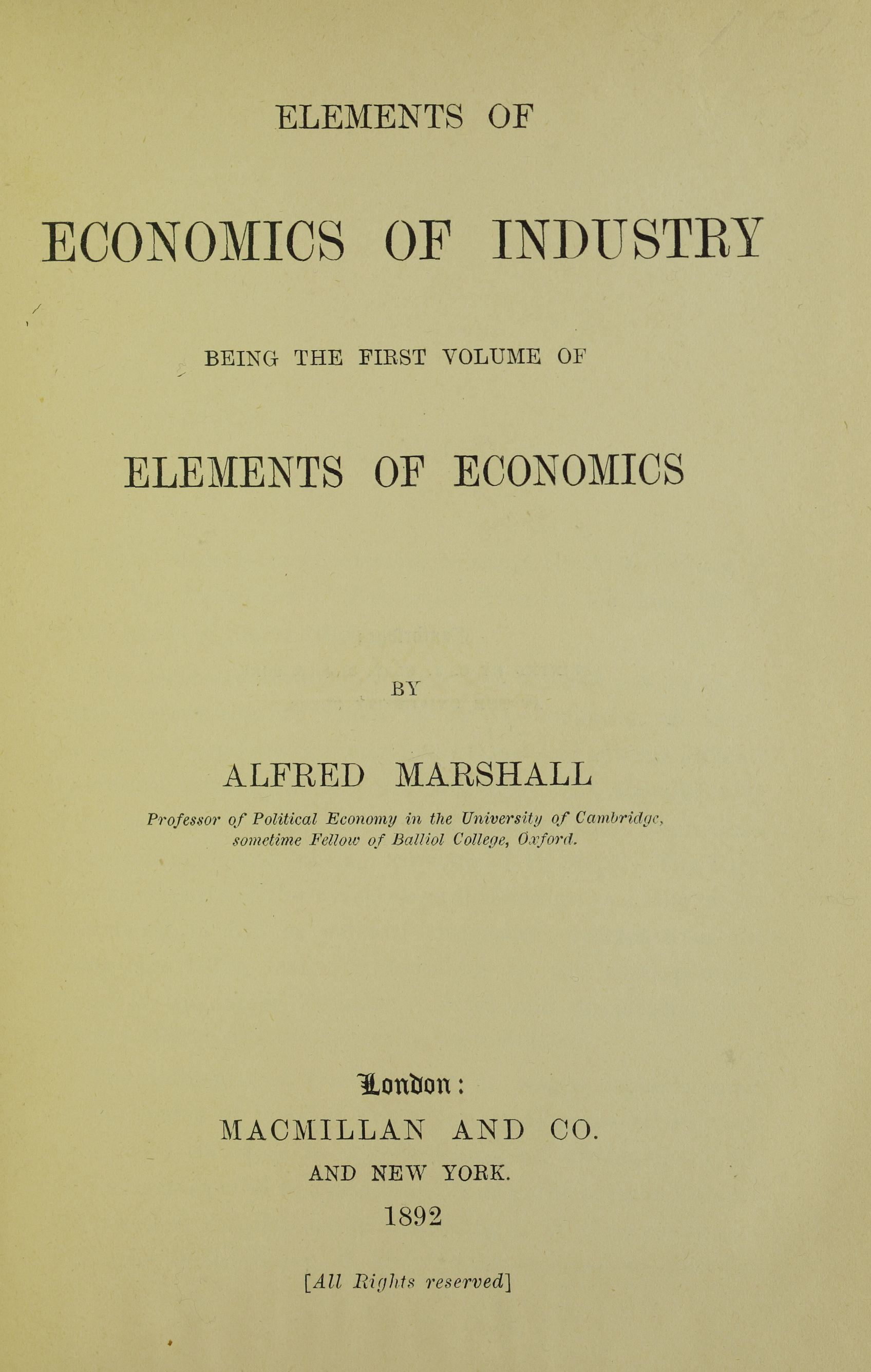
Elements of economics of industry, 1892

Alfred Marshall (n. 26 iulie 1842; d. 13 iulie 1924) a fost un economist englez, reprezentant al neoclasicismului.
Alfred Marshall s-a născut în Anglia în 1842 și este cel care a aplicat analiza marginală în modul cel mai limpede, este întemeietorul tradiției marginale care domină știința microeconomiei de astăzi.
	Odată ce și-a ales economia drept chemare, Marshall i s-a dedicat cu toată ființa sa, a luptat ca economia să fie tratată ca un domeniu separat de istorie și științele morale.
În acest sens, Marshall este cel care a formulat concepte precum: utilitate marginală, legea cererii, legea ofertei, cost marginal, elasticitate.
	Marshall le-a arătat economiștilor că trebuie să îmbine teoria cu practica, căci un model teoretic bine elaborat poate fi convingător pe hârtie, dar este inutil în momentul în care este aplicat în practică.
	Apărute pentru prima dată în 1890, „Principiile sale” și-au păstrat mult timp actualitatea încât manualele moderne de economie încă se mai bazează pe lucrarea sa.